# Duch (album)
Duch – szósty (piąty studyjny) album długogrający polskiej grupy hardcorowej Armia. Album nagrany został w ciągu października i listopada 1996 w studio Winicjusza Chrósta. Wydany został w roku 1997 (zob. 1997 w muzyce). Płytę promował singel „Duch”. Na reedycji z 2005 roku pojawił się teledysk do utworu „Bracia Bum”.

## Lista utworów

### Wydanie Metal Mind Productions (2005)
Źródło:.
1. „Inaczej niż zwykle” – 4:44
2. „Soul Side Story” – 6:10
3. „Bracia Bum” – 4:28
4. „Pięknoręki” – 5:38
5. „Bóg jest miłością” – 7:38
6. „Pieśnią moją jest Pan” – 6:37
7. „Duch wieje przez świat” – 6:00
8. „Piosenka po nic” – 8:33
9. „Marność” – 6:36
10. „Łapacze wiatru” – 6:49
11. „On jest tu” – 5:36

+ teledysk do utworu „Bracia Bum”

### Wydanie Ars Mundi (1997)
Źródło:.
1. „Inaczej niż zwykle”
2. „Soul Side Story”
3. „Bracia Bum”
4. „Pięknoręki”
5. „Bóg jest miłością”
6. „Pieśnią moją jest Pan”
7. „Duch wieje przez świat”
8. „Piosenka po nic”
9. „Marność”
10. „Łapacze wiatru”
11. „On jest tu, On żyje”

## Twórcy
Źródło:.
- Tomasz „Budzy” Budzyński – wokal
- Piotr „Stopa” Żyżelewicz – perkusja
- Dariusz „Popcorn” Popowicz – gitara
- Krzysztof „Banan” Banasik – waltornia
- Marcin Pospieszalski – skrzypce, piano
- Angelika Górny – wokal, piano
- Paweł Piotrowski – gitara basowa, instrumenty klawiszowe